# هابیل (فیلم)
«هابیل» (انگلیسی: Abel (film)) یک فیلم است که در سال ۱۹۸۶ منتشر شد.